# 五色の賤
五色の賤（ごしきのせん）とは、律令制の元で設置された古代日本の5種の賤民である。
近世の被差別民や近現代日本の被差別部落の直接的な起源であるとする説が存在するが、議論がある。

## 概要
7世紀後半に日本に導入された律令制は、中国のそれに倣って、国民を良民と賤民とに大別する良賤制を採用した（良賤の法、645年制定）。
律令における両者の内訳は、以下の通りである。
良民官人、公民、品部（しなべ、又はともべ）、雑戸（ざっこ）
賤民陵戸（りょうこ）、官戸（かんこ）、家人（けにん）、公奴婢/官奴婢（くぬひ）、私奴婢（しぬひ）
陵戸は、天皇・皇族の陵墓を守る者で、養老律令施行によって賤民となった。官戸は、叛逆など犯罪行為の罰として没官されて賤民に落とされた身分で、口分田等は良民と同等であり､76歳になれば良民に復帰できた。家人は、支族の末裔が隷属化したもので、待遇としては私奴婢と同等であるが、売買は禁止され、仕事に制限があった。官奴婢（公奴婢）は朝廷の所有、私奴婢は豪族の所有で、官奴婢には古来からのものと犯罪によって落とされた二種類があり､それぞれ66歳・76歳で官戸・良民に復帰できた。私奴婢は良民の3分の一の口分田が班給され、売買・相続された。公私奴婢には戸の形成は許されなかった。

### 賤民の生業
陵戸は天皇や皇族の陵墓の守衛にあたり、官戸と官奴婢は官田の耕作に従事し、家人は主家の雑用などに従事した。私奴婢は戸田の耕作に従事した。陵戸は諸陵寮(諸陵司)が、官戸と官奴婢は官奴司のちに主殿寮が管轄した。

### 賤民の社会的地位
官奴婢や私奴婢は、逃亡は禁じられ、売買や質入の対象となるなど、非人道的な扱いを受けた。奴婢は主人の所有物であり、奴婢の子供も主人の所有物で、自らの子供を売買することは禁止されていて、買った者も罰せられた。
だが、一定の年齢に達すれば上の階層に上がる事ができる制度などもあり、官奴司に主人が届け出れば家人奴婢を解放して良民とすることもできた。主人の家が断絶して相続者なき場合は、家人奴婢は良民となれた。また僧尼令によれば出家も可能で、還俗後は本色に戻ることが定められた。このため、穢れなどを理由に武士、百姓、町人などと隔絶した一種の身分外身分と言える扱いを受けた江戸時代の被差別民の身分ほど固定されたものではなかった。
しかし奴婢は自らの公認された自立的な共同体を持たず、個人別に良民や朝廷の所有物とされるなど、穢多頭に統率されるなどの形で一定の権利保障の基盤になる共同体組織の保持を保証された江戸時代の被差別民と比べると、権利保障の基盤は脆弱であったとも言える。奴婢は訴訟を起こすこともできたが、刑罰などで不利な裁定を受けた。

### 制度の崩壊
朝廷が班田制と戸籍制度を基礎にした人民の人別支配を放棄し、名田経営を請け負う田堵負名を通じた間接支配への移行により律令制が解体していく過程で、この身分制も次第に有名無実化した。良賤間の通婚も次第に黙認されるようになり、中には賤民と結婚して租税を免れようとする者も現れた。789年には良賤間の通婚でできた子は良民とされる事になり、907年には奴婢制度が廃止された（これには、9世紀末の寛平年間に既に廃止されていたとする見解も存在する）。
よって、古代の賤民と中世以降の被差別民、さらに近代以降被差別部落と呼ばれるようになった江戸時代の被差別民共同体との歴史的連続性はなく、性質の異なる起源を有したと考えられる。